# Baschetbaliștii
Baschetbaliștii (titlul original Baskup - Tony Parker) este un serial de animație francez creat de Sylvain Dos Santos și Cyril Tisz și produs de Tele Images Productions, I Can Fly, Seahorse Animation și Cwak Productions cu participarea M6 Metropole Television și The Walt Disney Company (France). Acest serial îl prezintă pe Tony Parker, faimoasa vedetă de baschet, ca antrenor al echipei High 5. Aceasta echipă este compusă din cinci copii care speră să câștige turneul Baskup. Ei trebuie să învingă mai multe echipe pentru a se califica în marea finala Baskup.

## Echipele

### Sezonul 1
- Reptilele
- Tikids
- Saihistai
- Cowboy
- Mayashi
- Buldozerele
- Venice
- Farmers
- Magicienii
- Movies Star
- Pitbulii
- Voodoo

### Sezonul 2
- Amazoanele
- Anubis
- Echipajul Moșului
- Pirații Negri
- Minunile Dubaiului
- Pow Wow
- Echipa Circului
- Sichuan Shaolin
- Bollywood
- Luchadores
- Kosmos